# Bioster
BIOSTER, a.s. je česká firma sídlící ve Veverské Bítýšce. Je výrobcem zdravotnických prostředků a poskytuje službu radiační sterilizace.
Roku 1972 byla založena jako Centrum radiačních technologií a roku 1973 byl zahájen vývoj hemostatik Traumacel ve formě prášku. Dnes vyrábí produkty pro léčbu akutních a chronických ran, hemostatika, speciální obvazový materiál a jiný zdravotnický materiál.
Bioster je držitelem certifikátu ISO 9001 a 13485, všechny produkty jsou opatřeny CE známkou.